# Cencenighe Agordino
Cencenighe Agordino (ladinisch Zenzenighe) ist eine nordostitalienische Gemeinde (comune) mit 1218 Einwohnern (Stand 31. Dezember 2023) in der Provinz Belluno in Venetien. Die Gemeinde liegt etwa 30 Kilometer nordwestlich von Belluno. Hier mündet der Fluss Biois in den Cordevole.

## Gemeindepartnerschaft
Cencenighe Agordino unterhält seit 2011 eine Partnerschaft mit der brasilianischen Gemeinde Massaranduba im Bundesstaat Santa Catarina.

## Verkehr
Durch die Gemeinde führt die frühere Strada Statale 203 Agordina (heute eine Regionalstraße) von Sedico nach Buchenstein. Im Ort endet auch die frühere Strada Statale 346 del Passo di San Pellegrino von Moena kommend.